# Big Nose Kate
Big Nose Kate, pseudonimo di Mary Katherine Horony Cummings (Pest, 7 novembre 1850 – Prescott, 2 novembre 1940), è stata una prostituta ungherese poi diventata convivente di Doc Holliday nel vecchio West.

## Gioventù
Mary Katherine Horony (scritto anche Harony, Haroney o Horoney) nacque il 7 novembre 1850 a Pest in Ungheria, secondogenita del medico ungherese Michael Horony.

### Immigrazione negli Stati Uniti d'America

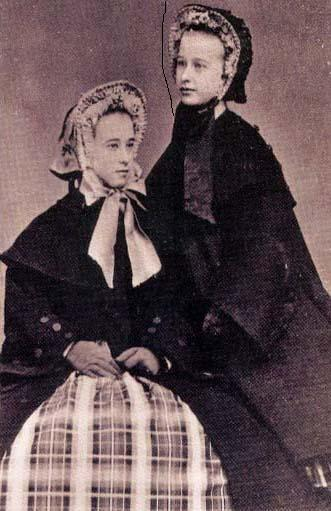
Kate Horony (seduta a sinistra) e la sorella minore Wilhelmina attorno al 1865, quando già erano orfane. Kate ha circa 15 anni

Nel 1860 il dottor Horony, con la seconda moglie Katharina ed i figli, lasciò l'Ungheria per trasferirsi negli Stati Uniti d'America, giungendo a New York a bordo della nave tedesca Bremen nel settembre 1860. Glenn G. Boyer fu il primo ad affermare che Kate fosse di origine reale, e dopo che il padre ricevette la nomina a medico personale dell'imperatore Massimiliano I del Messico la famiglia lo accompagnò in Messico. In nessuna delle sue pubblicazioni, però, Boyer fornisce una fonte per questa sua dichiarazione. Inoltre Gary L. Roberts, nel suo libro Doc Holliday: The Life and Legend, opera completa sull'argomento, afferma: "Patrick A. Bowmaster, “A Fresh Look at ‘Big Nose Kate,'” NOLA Quarterly 22 (July –September 1998): 12-24, dimostra la falsità di questo racconto".
La famiglia Horony si insediò in una zona a prevalenza tedesca di Davenport (Iowa) nel 1862. Horony e la moglie morirono nel 1865 a un mese di distanza uno dall'altro. Mary Katherine e la sorella minore furono consegnate al cognato di lei, Gustav Susemihl, e nel 1870 furono affidate all'avvocato Otto Smith. Il censimento statunitense del 1870 di Davenport mostra che la sorella minore dei Kate, la quindicenne Wilhelmina (Wilma), viveva e lavorava come domestica per l'austriaco David Palter e la moglie ungherese Betty.

### Saint Louis e Dodge City
All'età di 16 anni Kate scappò dalla famiglia adottiva e fu vista su una barca diretta a Saint Louis (Missouri). Mentre si trovava a Saint Louis Kate disse di aver sposato un dentista di nome Silas Melvin dal quale avrebbe avuto un figlio. Non esistono prove di tale matrimonio, della nascita di un bambino e della morte di uno dei due. Secondo il censimento un certo Silas Melvin viveva a Saint Louis a metà degli anni 1860 ma era sposato con la figlia di un capitano di barche chiamata Mary Bust. Il censimento mostra anche che un altro Melvin lavorava a Saint Louis in un ospedale psichiatrico. Dato che Kate incontrò Doc Holliday all'inizio degli anni 1870, si pensa che possa aver confuso i due e i loro lavori quando raccontò in seguito la sua vita.
Nel 1874 Kate lasciò Saint Louis per trasferirsi a Dodge City (Kansas). Fu multata per aver lavorato in una casa di tolleranza gestita da Nellie "Bessie" (Ketchum) Earp, moglie di James Earp. Storici e biografi concordano sul fatto che Kate fosse una prostituta.

## Unione con Doc Holliday

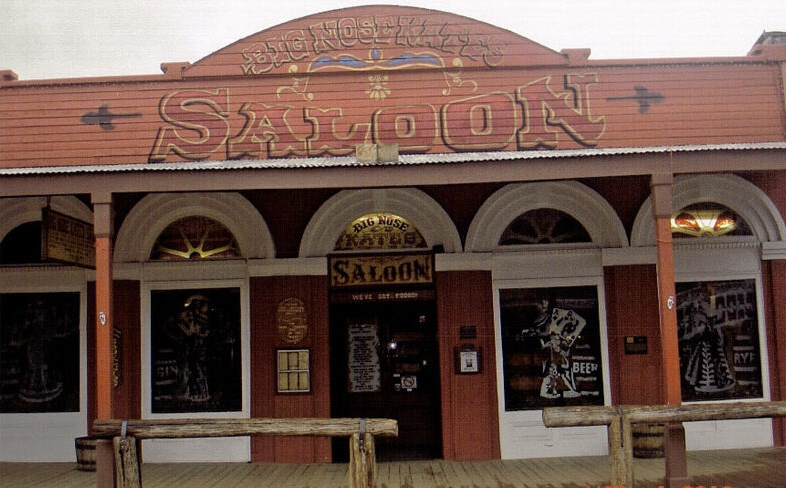
Saloon di Big Nose Kate a Tombstone. Fu inizialmente chiamato "Grand Hotel" e fu costruito nel 1880. Ike Clanton e due fratelli Mclaury vi soggiornarono la notte prima della sparatoria all'O.K. Corral

Nel 1876 Kate si trasferì a Fort Griffin (Texas) dove incontrò Wyatt Earp ed iniziò la lunga relazione con Doc Holliday. Una volta Doc disse di considerare Kate intellettualmente sua eguale. Ci sono documenti non provati che attesterebbero il fatto che Kate gestisse una casa di tolleranza a Tombstone. Alcuni storici tendono a confondere Big Nose Kate con una prostituta di Tombstone chiamata "Rowdy Kate".
Per sua stessa ammissione, Kate e Doc si trasferirono prima a Trinidad (Colorado) e poi a Las Vegas (Nuovo Messico) dove Holliday fu per breve tempo barista nel saloon di Center Street. Doc e Kate incontrarono di nuovo Wyatt Earp ed i suoi fratelli lungo la strada per il territorio dell'Arizona. Virgil Earp era già stato a Prescott prima che Wyatt convincesse i fratelli a trasferirsi a Tombstone. Holliday fece soldi ai tavoli da gioco di Prescott, e lui e Kate si separarono quando Kate partì per Globe (Arizona), per poi riunirsi ad Holliday poco dopo l'arrivo a Tombstone.

### Trasferimento a Tombstone
Holliday, come l'amico Wyatt, era sempre in cerca di un modo per fare soldi e si unì agli Earp a Tombstone nell'autunno del 1880. Il 15 marzo 1881 alle 22:00 tre cowboy tentarono di rapinare una diligenza della Kinnear & Company che trasportava 26000 dollari in lingotti d'argento (che rapportati al giorno d'oggi varrebbero 635 386 dollari) nei pressi di Benson. Nell'assalto furono uccisi il famoso guidatore Eli "Budd" Philpot ed il passeggero Peter Roerig. Il Cowboy Bill Leonard, ex orologiaio di New York, era uno dei tre implicati nella rapina e divenne grande amico di Holliday. Quando Kate e Holliday litigarono, lo sceriffo di contea Johnny Behan e Milt Joyce, supervisore della contea e proprietario del saloon Oriental, decisero di sfruttare la situazione.
Behan e Joyce fecero ubriacare Big Nose Kate e le suggerirono un modo per averla vinta su Holliday. Lei firmò una dichiarazione giurata nella quale accusava Holliday degli omicidi e della tentata rapina. Il giudice Wells Spicer emise un mandato d'arresto per Holliday. Gli Earp trovarono persone che testimoniarono che Holliday si trovava altrove al momento degli omicidi. Kate disse che Behan e Joyce l'avevano costretta a firmare un documento che non capiva. Quando il complotto dei cowboy fu rivelato, il giudice Spicer liberò Holliday. Il procuratore distrettuale lasciò cadere le accuse, definendole "ridicole". Dopo che Holliday fu rilasciato, diede a Kate del denaro e la cacciò. Kate tornò a Globe per un certo periodo, ma tornò a Tombstone ad ottobre di quello stesso anno.

### Sparatoria all'O.K. Corral
In una lettera del 1939 alla nipote Lillian Rafferty, Kate disse di essere stata a Tombstone con Holliday nei giorni che precedettero la sparatoria. Kate ricordò di aver alloggiato con Holliday al Fly's, sopra lo studio fotografico e lungo il vicolo dove ebbe luogo la sparatoria all'O.K. Corral. Kate è precisa riguardo dettagli minori ed afferma che si trovava con Holliday a Tucson. Ricordò di star partecipando ad una fiesta, la San Augustin Feast and Fair di Levin Park dell'ottobre 1881. Il 20 ottobre 1881 Morgan Earp cavalcò fino a Tucson per avvisare Holliday del problema imminente. Secondo Kate, Holliday le chiese di restare a Tucson per sicurezza, ma lei preferì seguire Holliday ed Earp.
Kate scrisse che il giorno della sparatoria un uomo entrò al Fly's con la "testa bendata" ed un fucile. Stava cercando Holliday, che era ancora a letto dopo una notte dedicata al gioco d'azzardo. Kate ricorda che l'uomo che fu cacciato da Mrs. Fly fu poi identificato come Ike Clanton, che il maresciallo cittadino Virgil Earp aveva percosso con una pistola quello stesso giorno quando era stato trovato con un fucile ed una pistola in violazione delle ordinanze cittadine. Per questo la testa di Clanton era bendata.
È comunque improbabile che Clanton fosse fasciato e avesse anche il fucile. Virgil Earp l'aveva disarmato e gli aveva detto che gli avrebbe restituito il fucile e la pistola al Grand Hotel, il saloon preferito dai cowboy in città. Ike testimoniò in seguito di aver cercato di comprare una nuova pistola al negozio di Spangenberger sulla 4ª strada ma che il proprietario vedendo bendato Ike si rifiutò di vendergliene una. Clanton era disarmato quando avvenne la sparatoria nel pomeriggio. Ike disse di aver preso le armi da William Soule, il carceriere, due giorni dopo.
Lo scrittore Glenn Boyer disse che forse Kate aveva visto la sparatoria dalla finestra della locanda. Il libro di Boyer, però, è stato confutato da altri studiosi più famosi.
Kate disse che dopo il ritorno in camera di Doc Holliday, si sedette sul bordo del letto e pianse per quanto appena successo nella sparatoria. "È stato terribile", avrebbe detto secondo Kate. "Semplicemente terribile". Altri studiosi contestano la sua versione degli eventi.

## Dopo l'O.K. Corral e vecchiaia
Si dice che Kate abbia effettuato viaggi a Tombstone per vedere Holliday finché non partì per il Colorado nell'aprile 1882. Nel 1887 Kate si trasferì a Redstone (Colorado), nei pressi di Glenwood Springs, per fare visita al fratello Alessandro. Alcuni storici hanno provato a legare nuovamente Kate e Doc con possibili tentativi di riconciliazione. Dopo la morte di Holliday nel 1887, Kate sposò il maniscalco irlandese George Cummings ad Aspen il 2 marzo 1890. Dopo aver lavorato in molte miniere in giro per il Colorado, si trasferirono a Bisbee (Arizona) dove per breve tempo gestirono un panificio. Dopo essere tornati a Willcox nella contea di Cochise, Cummings divenne un alcolista ed i due si separarono. Nel 1900 Kate si trasferì a Dos Cabezas o Cochise (oggi diventata una città fantasma) e lavorò per John e Lulu Rath, proprietari del Cochise Hotel. Cummings si suicidò a Courtland, Arizona, nel 1915.
Kate è inserita nel censimento del 1910 di Dos Cabezas, Arizona, come membro dalla casa del minatore John J. Howard. Quando Howard morì nel 1930 Kate fu unica erede del suo testamento. Contattò la sua unica figlia che viveva a Tempe e vissero insieme.
Nel 1931, ormai ottantenne, Kate contattò un amico di lunga data, il governatore dell'Arizona George Hunt, e chiese di essere ammessa alla Arizona Pioneers' Home di Prescott. La struttura era stata fondata nel 1910 dallo Stato dell'Arizona per aiutare i minatori indigenti ed in difficoltà ed i pionieri del territorio dell'Arizona. A Kate servirono sei mesi per essere ammessa, dato che per essere accettati bisognava essere cittadini statunitensi. Secondo l'intervista a Bork del 1935, Kate era proprietarie dei soldi di Howard, ma il loro ammontare non era sufficiente per acquistare la legna per passare l'inverno, come Kate disse nelle sue lettere al governatore.
Fu una delle prime donne ad essere ammesse nella struttura. Vi abitò aiutando gli altri residenti.

## Morte e discrepanze nei registri
Kate morì il 2 novembre 1940, cinque giorni prima del suo 90º compleanno, di insufficienza miocardica acuta. Il suo certificato di morte afferma che soffrisse di coronaropatia e di arteriosclerosi avanzata. Il certificato di morte di Kate contiene gravi discrepanze riguardo ai nomi dei genitori ed al luogo di nascita. Nonostante sia nata in Ungheria, il certificato afferma che sarebbe nata a Davenport (Iowa) dal maresciallo H. Michael e dalla madre Catherine Baldwin. Il luogo di nascita dei genitori è riportato come "sconosciuto". Non si sa chi fornì le informazioni per il certificato di morte.
Verso la fine della sua vita molti giornalisti cercarono di scrivere la storia di Kate, della sua relazione con Doc Holliday e del tempo trascorso a Tombstone.
Kate fu sepolta il 6 novembre 1940, col nome di "Mary K. Cummings" sotto una modesta lapide nel cimitero della Arizona Pioneer Home di Prescott, in Arizona.

## Nella cultura di massa
Big Nose Kate fu interpretata da Joanna Pacuła in Tombstone (film del 1993) e da Isabella Rossellini in Wyatt Earp (film del 1994).
Carol Montgomery Stone interpretò Big Nose Kate, spesso chiamata "Kate Holliday", in dieci episodi della stagione 1957-1958 della serie della ABC/Desilu Le leggendarie imprese di Wyatt Earp, con Hugh O'Brian nel ruolo di Wyatt Earp e Douglas Fowley in quello di Doc Holliday.
Compare nell'albo O.K. Corral in Lucky Luke. Di aspetto è una caricatura di Olivia Oyl.